# Voština (konstrukce)

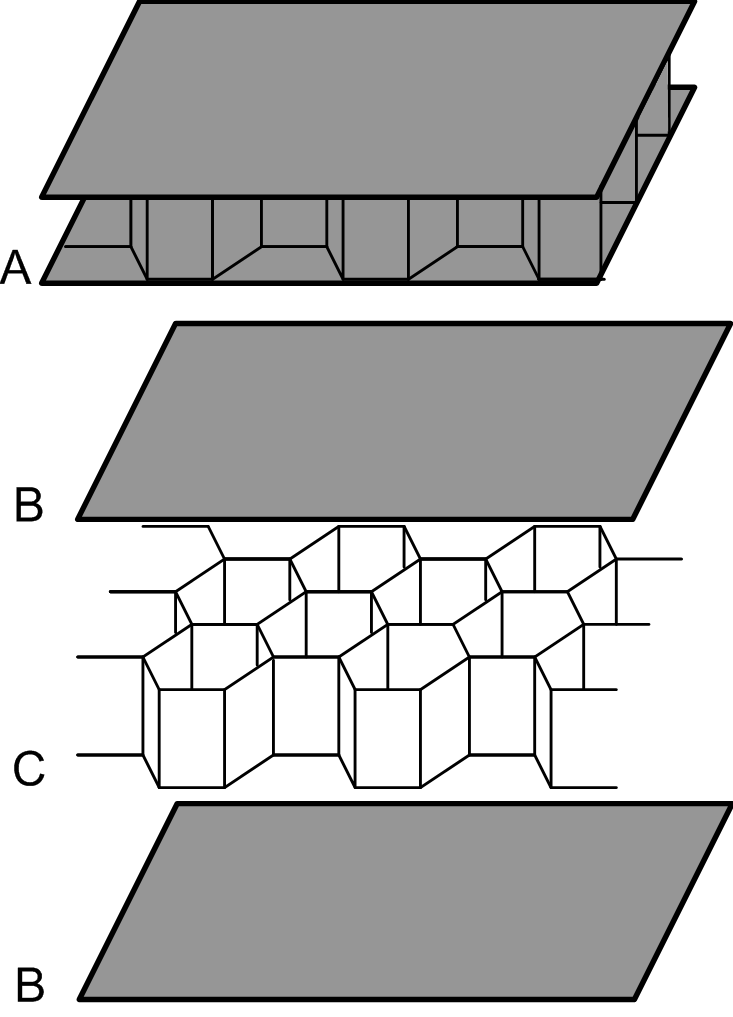
Schéma sendvičové konstrukce s voštinovým jádrem

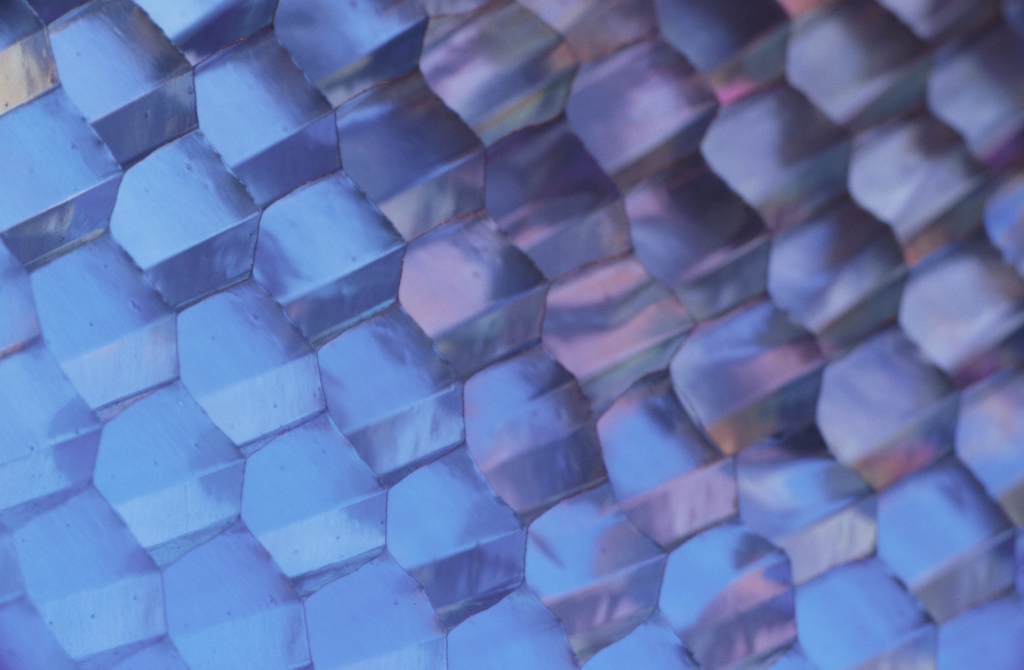
Hliníková voština

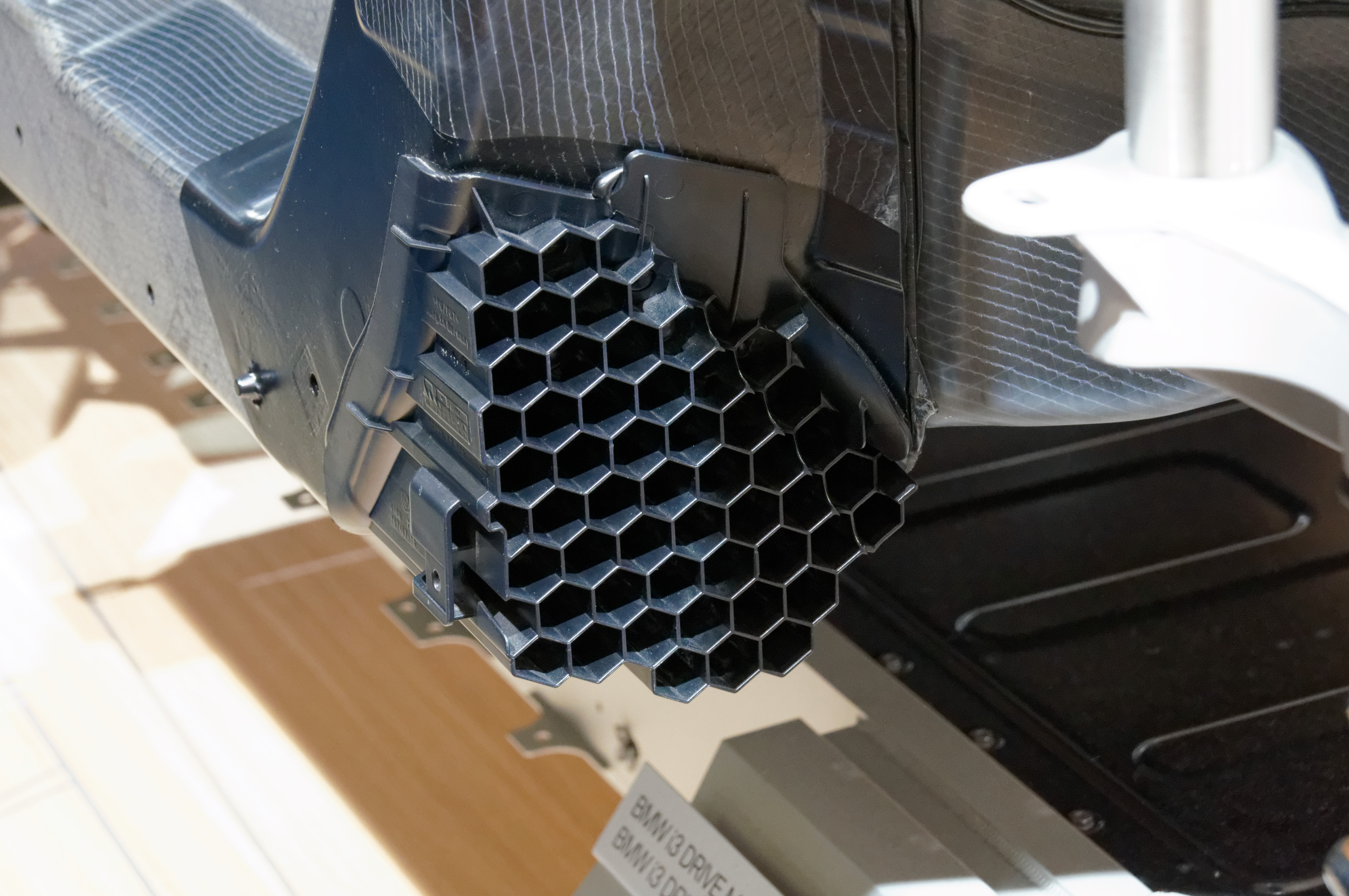
Voštinová struktura vz deformační zóně automobilu BMW i3

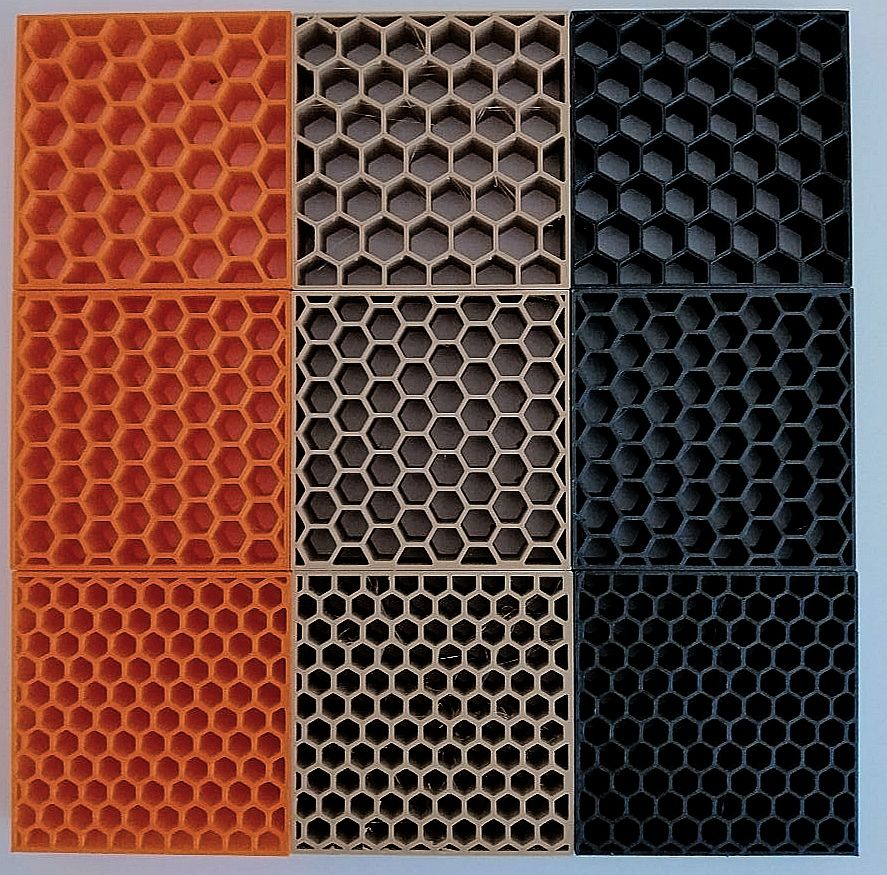
Voštinová jádra vyrobená technologií 3D tisku

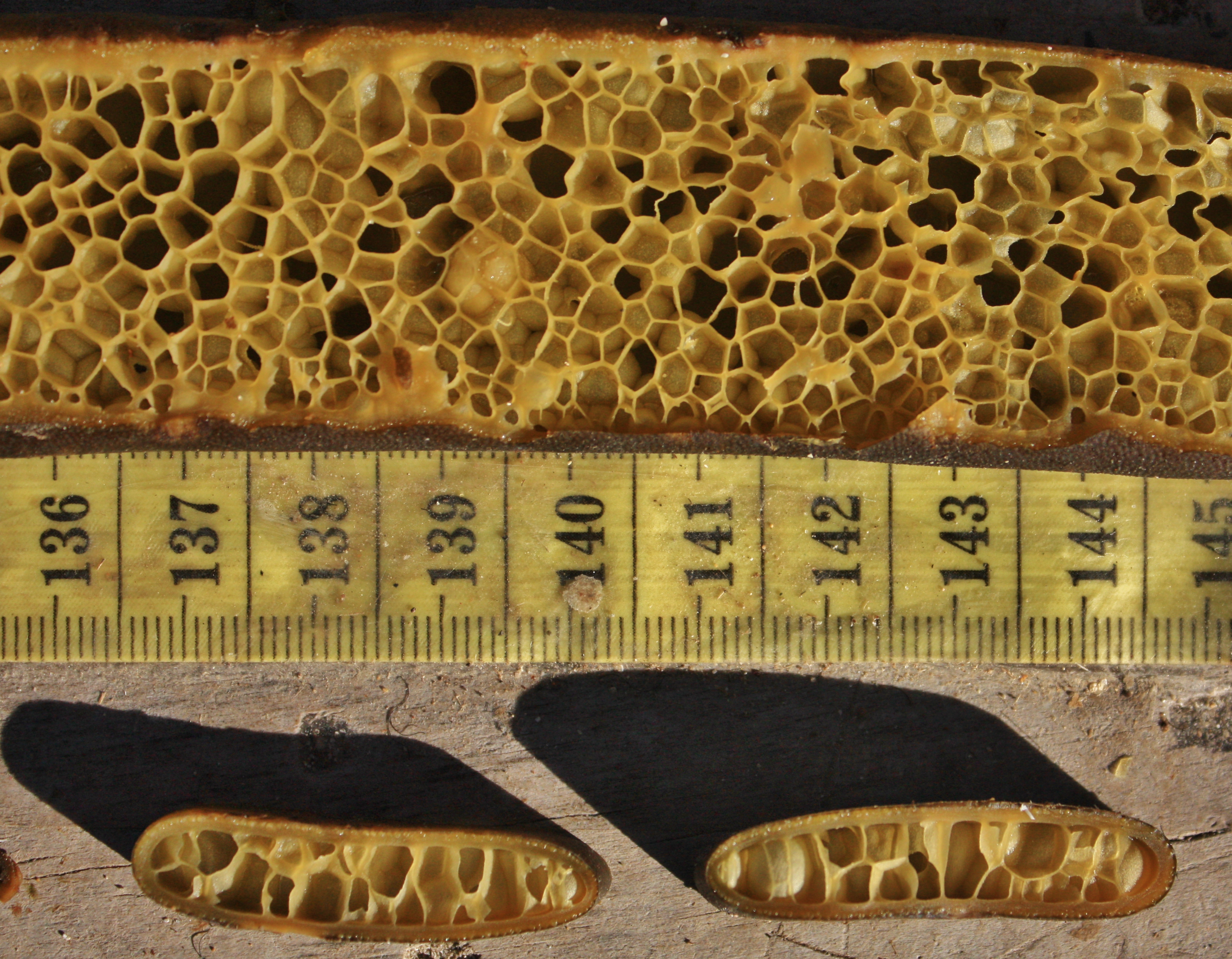
Voštinová struktura v "listech" řasy Durvillaea antarctica

Voština je konstrukce, která má strukturu podobnou včelí plástvi. Geometrie voštin může být různá, společným znakem jsou tenkostěnné buňky, často ve tvaru šestibokých hranolů. Obvykle se používá jako jádro, které je z obou stran přelepeno tenkou vrstvou lícového materiálu, který zajišťuje pevnost v tahu, čímž se vytvoří sendvičový kompozit. Výsledný materiál je velmi lehký a přitom relativně odolný proti tlakovému a ohybovému namáhání.
Voštinové materiály jsou široce používány tam, kde jsou zapotřebí rovné nebo mírně zakřivené povrchy s výhodným poměrem pevnosti a hmotnosti. Jsou proto široce používány zejména v leteckém průmyslu. Voštinové materiály z hliníku, sklolaminátu a pokročilých kompozitních materiálů se v letadlech a raketách používají od 50. let 20. století. Lze je nalézt také v mnoha dalších oblastech, od obalových materiálů ve formě voštinové lepenky na bázi papíru, přes výrobu dveří a nábytku až po sportovní zboží, jako jsou lyže a snowboardy.

## Původ
Koncept vynalezl Norman de Bruyne ve Velké Británii a nechal jej patentovat v roce 1938 jako hliníkovou voštinu pro sendvičové kompozity. Průmyslově se vyrábí od roku 1945.
Voštiny a podobné struktury se vyskytují i v přírodě. Nejznámější jsou včelí plástve a vosí hnízda, z hlediska funkce jsou voštinám podobné trámčité (spongiozní) části struktury kostí, vizuálné podobná struktura se vyskytuje při zvětrávání pískovců.

## Technologie a materiál k výrobě voštin
Voštiny se formují z plošného materiálu několika různými technologiemi. Jeden z výrobních postupů sestává z tvarování termoplastického kompozitu (např. HDPE fólie vyztužená lněným vláknem) do trapézové vlny, po ztuhnutí (ochlazením ve formě) a odstřižení okrajů následuje spojování listů, čímž vzniká hranol s šestihrannými dutinami v příčném směru. Řezáním hranolu v podélném směru se oddělují voštinové plásty s potřebnou tloušťkou. Jiná možnost je vytváření voštin z pásů, jejichž šířka odpovídá požadované výšce voštiny, v pohyblivých formách. Další možností je skládáním trapézové fólie, která je střídavě naříznuta z jedné a z druhé strany (protilehlá  plocha zůstane zachována).
Nejnověji jsou voštinová jádra vyráběna kontinuálním vytlačováním a následným odřezáváním vrstev potřebné tloušťky. Jinou moderní variantou je využití 3D tisku, kdy lze optimalizovat strukturu jádra například s ohledem na mechanickou pevnost v místě kotvení nebo obecně zvýšeného namáhání.
Běžným materiálem pro výrobu voštinového jádra je papír. Používá se například v obalové technice nebo ve výrobě nábytku. Jako výchozí materiál pro výztuž kompozitních stěn voštin se dále používají skleněná, aramidová nebo uhlíková fólie nebo textilie a někdy hliníkový plech. Používají se však i přírodní vlákna.
Známé jsou např. voštiny zaramidových vláken (Kevlar) slepených fenolovou pryskyřicí. Stěny voštin mají vzhled papíru, buňky mají průměr od 3,2 do 5 mm, hustotu 32–96 kg/m³ a tlakovou pevnost 1–7 MPa.
Z odborné literatury jsou známé také jiné než šestiúhlé tvary voštin, např. skládané nebo pyramidové.
Při výrobě sendvičů se voštinová plástev před přiložením překryje lepicí fólií, která se pak při vyšší teplotě roztaví a spojí voštiny s potahem.

## Zajímavosti
Solar Orbiter, sonda Evropské vesmírné agentury, je před účinky slunečního záření chráněna tepelným štítem, jehož zvláštností je, že hliníková voštinová konstrukce je hlavním nosným prvkem.
Jedlá mořská řasa Durvillaea antarctica, která se vyskytuje na jižní polokouli, plave díky pružné (ohebné) voštinové struktuře v jejích "listech". Žádná jiná řasa podobnou strukturu neobsahuje.